# Itoshi kimi e
Itoshi kimi e (愛し君へ?, Itoshi kimi e, letteralmente "A te che amo") è un dorama stagionale primaverile in 11 puntate di Fuji TV andato in onda nel 2004.

## Trama
Shiki, una giovane ma già molto stimata pediatra che lavora al locale servizio sanitario, un giorno incontra il bel Shunkuke, ed immediatamente cadono reciprocamente innamorati. Sembra esser sbocciato un felice amore reciproco; ma purtroppo per loro non è così.
Shunsuke, che di professione fa il cameraman, a causa d'un grave male è destinato senza remissione a perdere la vista entro un arco di tempo di non più di tre mesi. I due dovranno così affrontare, a partire dalla propria individuale prospettiva, la tragica situazione venutasi così di colpo a creare.
Tutta la vicenda si svolge ritmicamente tra il caos metropolitano di Tokyo e la tranquillità ancora in parte a misura d'uomo della città di Nagasaki.

## Episodi
1. Love is something you never stop working for
2. A forgotten item
3. The fate of a love too painful
4. Rain of tears
5. To Nagasaki
6. Your hometown
7. Love is not regretting
8. Father's Day present
9. Dear Mother
10. Shock
11. The last thing I want you to see